# Dana Petroleum
Dana est une compagnie pétrolière britannique de taille moyenne. Cet "indépendant" détient des parts dans plusieurs gisements de la Mer du Nord (généralement des actifs rachetés à des compagnies plus grandes, comme Shell) et explore des concessions à l'étranger, particulièrement en Mauritanie, Maroc au Kenya et en Indonésie.